# البيضاء (حجة)

تعديل مصدري - تعديل

البيضاء هي إحدى قرى عزلة جبل عيان بمديرية حجة التابعة لمحافظة حجة، بلغ تعداد سكانها 89 نسمة حسب تعداد اليمن لعام 2004.